# Ciénaga
Ciénaga è un comune della Colombia facente parte del dipartimento di Magdalena, localizzato nella parte nord-orientale dell'area metropolitana di Santa Marta.

## Storia
Il centro abitato venne fondato da Rodrido de Bastida nel 1525.